# Senior League AFP 2004
La AFP Senior League 2004 è stata la 7ª edizione del campionato di flag football organizzato dalla AFP. La stagione  è terminata il 3 ottobre con la disputa del VII Finalbowl.

## Playoff

### Bowl di semifinale (26 settembre)

#### Squadre qualificate

##### Bowl di Ferrara
- Banditi Ferrara (vincitori girone ACD)[1]
- Leoni Palmanova (vincitori girone END)
- X-Men Reggio Emilia (secondi girone RED)
- Gators Bolzano (secondi girone NED)

##### Bowl di Reggio Emilia
- Cleavers Cavriago (vincitori girone RED)
- Giants Bolzano (vincitori girone NED)
- Rocketeers Reggio Emilia (vincitori girone ACD)[1]
- 69ers Vicenza (secondi girone END)

### Finalbowl
|  |                          |                          |                         |                         |                         |                          |                          |            |                          |                          |        |        |        |
|  | Quarti di finale         | Quarti di finale         | Quarti di finale        |                         |                         | Semifinale               | Semifinale               | Semifinale |                          |                          | Finale | Finale | Finale |
|  | Quarti di finale         | Quarti di finale         | Quarti di finale        |                         |                         | Semifinale               | Semifinale               | Semifinale |                          |                          | Finale | Finale | Finale |
|  |                          |                          |                         |                         |                         |                          |                          |            |                          |                          |        |        |        |
|  |                          |                          |                         |                         |                         |                          |                          |            |                          |                          |        |        |        |
|  | Cleavers Cavriago        | Cleavers Cavriago        | 47                      |                         |                         |                          |                          |            |                          |                          |        |        |        |
|  | Cleavers Cavriago        | Cleavers Cavriago        | 47                      |                         |                         |                          |                          |            |                          |                          |        |        |        |
|  | Gators Bolzano           | Gators Bolzano           | 20                      |                         |                         | Cleavers Cavriago        | Cleavers Cavriago        | 36         |                          |                          |        |        |        |
|  | Gators Bolzano           | Gators Bolzano           | 20                      |                         |                         | Cleavers Cavriago        | Cleavers Cavriago        | 36         |                          |                          |        |        |        |
|  | Banditi Ferrara          | Banditi Ferrara          | 32                      |                         |                         | Banditi Ferrara          | Banditi Ferrara          | 18         |                          |                          |        |        |        |
|  | Banditi Ferrara          | Banditi Ferrara          | 32                      |                         |                         | Banditi Ferrara          | Banditi Ferrara          | 18         |                          |                          |        |        |        |
|  | Rocketeers Reggio Emilia | Rocketeers Reggio Emilia | 27                      |                         |                         |                          |                          |            |                          |                          |        |        |        |
|  | Rocketeers Reggio Emilia | Rocketeers Reggio Emilia | 27                      |                         |                         |                          |                          |            |                          |                          |        |        |        |
|  |                          |                          |                         | Cleavers Cavriago       | Cleavers Cavriago       | 40                       |                          |            |                          |                          |        |        |        |
|  |                          |                          |                         | Cleavers Cavriago       | Cleavers Cavriago       | 40                       |                          |            |                          |                          |        |        |        |
|  | 1º turno di ripescaggio  | 1º turno di ripescaggio  | 1º turno di ripescaggio | 2º turno di ripescaggio | 2º turno di ripescaggio | 2º turno di ripescaggio  |                          |            | Rocketeers Reggio Emilia | Rocketeers Reggio Emilia | 7      |        |        |
|  | 1º turno di ripescaggio  | 1º turno di ripescaggio  | 1º turno di ripescaggio | 2º turno di ripescaggio | 2º turno di ripescaggio | 2º turno di ripescaggio  |                          |            | Rocketeers Reggio Emilia | Rocketeers Reggio Emilia | 7      |        |        |
|  |                          |                          |                         |                         |                         |                          |                          |            |                          |                          |        |        |        |
|  |                          |                          |                         |                         |                         |                          |                          |            |                          |                          |        |        |        |
|  | Gators Bolzano           | Gators Bolzano           | 6                       | Banditi Ferrara         | Banditi Ferrara         | 26                       |                          |            |                          |                          |        |        |        |
|  | Gators Bolzano           | Gators Bolzano           | 6                       | Banditi Ferrara         | Banditi Ferrara         | 26                       |                          |            |                          |                          |        |        |        |
|  | Rocketeers Reggio Emilia | Rocketeers Reggio Emilia | 34                      |                         |                         | Rocketeers Reggio Emilia | Rocketeers Reggio Emilia | 32         |                          |                          |        |        |        |
|  | Rocketeers Reggio Emilia | Rocketeers Reggio Emilia | 34                      |                         |                         | Rocketeers Reggio Emilia | Rocketeers Reggio Emilia | 32         |                          |                          |        |        |        |

#### Quarti di finale
| Ferrara 3 ottobre 2004 | Cleavers Cavriago | 47 – 20 | Gators Bolzano | Motovelodromo |

| Ferrara 3 ottobre 2004 | Banditi Ferrara | 32 – 27 | Rocketeers Reggio Emilia | Motovelodromo |

#### Primo turno ripescaggi
| Ferrara 3 ottobre 2004 | Rocketeers Reggio Emilia | 34 – 6 | Gators Bolzano | Motovelodromo |

#### Semifinale
| Ferrara 3 ottobre 2004 | Cleavers Cavriago | 36 – 18 | Banditi Ferrara | Motovelodromo |

#### Secondo turno ripescaggi
| Ferrara 3 ottobre 2004 | Banditi Ferrara | 26 – 32 | Rocketeers Reggio Emilia | Motovelodromo |

#### VII Finalbowl
| Ferrara 3 ottobre 2004 | Cleavers Cavriago | 40 – 7 | Rocketeers Reggio Emilia | Motovelodromo |

La partita finale, chiamata VII Finalbowl si è giocata il 3 ottobre 2004 a Ferrara.

## IX Memorial Leo Rubini
Dopo il termine del Finalbowl è stato disputato sugli stessi campi il Memorial Leo Rubini, annuale torneo organizzato dai Banditi Ferrara.

### Squadre presenti
- 69ers Vicenza
- Banditi Ferrara
- Cleavers Cavriago
- Hedgehogs Mantova
- Leoni Palmanova
- Rocketeers Reggio Emilia

### Gironi
| Girone 1                 | Girone 2          |
| ------------------------ | ----------------- |
| Hedgehogs Mantova        | 69ers Vicenza     |
| Leoni Palmanova          | Banditi Ferrara   |
| Rocketeers Reggio Emilia | Cleavers Cavriago |

### Calendario

#### Fase a gironi

##### Turno 1
| Ferrara 3 ottobre 2004 | Rocketeers Reggio Emilia | 47 – 27 | Hedgehogs Mantova | Motovelodromo |

| Ferrara 3 ottobre 2004 | Cleavers Cavriago | 32 – 19 | 69ers Vicenza | Motovelodromo |

##### Turno 2
| Ferrara 3 ottobre 2004 | Hedgehogs Mantova | 31 – 19 | Leoni Palmanova | Motovelodromo |

| Ferrara 3 ottobre 2004 | Banditi Ferrara | 49 – 7 | 69ers Vicenza | Motovelodromo |

##### Turno 3
| Ferrara 3 ottobre 2004 | Leoni Palmanova | 12 – 39 | Rocketeers Reggio Emilia | Motovelodromo |

| Ferrara 3 ottobre 2004 | Banditi Ferrara | 40 – 33 | Cleavers Cavriago | Motovelodromo |

### Classifiche
Le classifiche della fase a gironi sono le seguenti:
- PCT = percentuale di vittorie, G = partite giocate, V = partite vinte, P = partite perse, PF = punti fatti, PS = punti subiti
- La qualificazione alle semifinali è indicata in giallo

#### Girone 1
| Pos. | Squadra                  | PCT   | G | V | N | P | PF | PS |
| ---- | ------------------------ | ----- | - | - | - | - | -- | -- |
| 1    | Rocketeers Reggio Emilia | 1.000 | 2 | 2 | 0 | 0 | 86 | 39 |
| 2    | Hedgehogs Mantova        | .500  | 2 | 1 | 0 | 1 | 58 | 68 |
| 3    | Leoni Palmanova          | .000  | 0 | 0 | 2 | 6 | 31 | 70 |

#### Girone 2
| Pos. | Squadra           | PCT   | G | V | N | P | PF | PS |
| ---- | ----------------- | ----- | - | - | - | - | -- | -- |
| 1    | Banditi Ferrara   | 1.000 | 2 | 2 | 0 | 0 | 89 | 40 |
| 2    | Cleavers Cavriago | .500  | 2 | 1 | 0 | 1 | 65 | 59 |
| 3    | 69ers Vicenza     | .000  | 2 | 0 | 0 | 2 | 52 | 72 |

#### Playoff

##### Semifinali
| Ferrara 3 ottobre 2004 | Rocketeers Reggio Emilia | 20 – 27 | Cleavers Cavriago | Motovelodromo |

| Ferrara 3 ottobre 2004 | Banditi Ferrara | 29 – 20 | Hedgehogs Mantova | Motovelodromo |

##### Finale 5º - 6º posto
| Ferrara 3 ottobre 2004 | 69ers Vicenza | 41 – 20 | Leoni Palmanova | Motovelodromo |

##### Finale 3º - 4º posto
| Ferrara 3 ottobre 2004 | Hedgehogs Mantova | 31 – 13 | Rocketeers Reggio Emilia | Motovelodromo |

##### Finale
| Ferrara 3 ottobre 2004 | Cleavers Cavriago | 31 – 6 | Banditi Ferrara | Motovelodromo |